# Manfrotto
Manfrotto és una empresa dedicada a la creació, i posterior comercialització, de suports per càmeres i il·luminació de cinema, televisió i vídeo. Va ser fundada l'any 1972 per Lino Manfrotto i Gilberto Battocchio. Manfrotto Distribution n'és la secció encarregada de la distribució arreu del món (Xina, França, Alemanya, Hong Kong, Itàlia, Regne Unit, Estats Units, etcètera), a part que també ofereix l'accés als mercats i tendències globals per mantenir l'empresa al dia. Això fa que s'obtingui una bona qualitat a tots els nivells. Les seccions encarregades de la fabricació són Manfrotto Suports i Manfrotto Bags.

## Història
A finals dels anys setanta, Lino Manfrotto treballava com a reporter gràfic a Il Gazzetino e Il Giornale di Vicenza (Bassano del Grappa). El fet d'endinsar-se en la fotografia, el va permetre veure les deficiències de l'equip del fotògraf. Llavors, com el mercat descuidava accessoris tan bàsics com suports o pinces que agilitzessin aquest, Manfrotto va començar a crear els seus primers productes, però de cara cobrir les necessitats dels seus coneguts. Més tard ho presentaria a nivell internacional i començaria a rebre encàrrecs estrangers.
En aquests inicis, el seu garatge era el nucli del projecte. Allà fou on es crearen els primers suports, booms, etcètera. Tot i això, en breu es va fer palès la incapacitat d'abastir tots els encàrrecs que li arribaven des d'aquest espai.
Es quan al 1972 coneix al tècnic Gilberto Battocchio, l'arribada del qual es de gran importància, ja que aportà la tridimensionalitat als suports de càmeres. D'aquesta manera, en pocs anys, els dos van crear una empresa de capçalera a nivell mundial.
Va ser l'any 1974 quan es va llançar el primer trípode Manfrotto: lleuger i adaptable a la situació. Els trípodes i suports de la companyia van aconseguir un èxit arreu del món. Un èxit que va intentar copiar la competència, però que no fou capaç d'igualar-se en innovació, qualitat i rendiment.
Al 1986, Manfrotto constava amb sis plantes de producció a la seu principal (Bassano), i cinc més quan s'expandiren a Feltre.
Entre 1987 i 1988, es va establir la marca Avenger, i la producció es focalitzà en les necessitats dels mercats fotogràfics i cinematogràfics. La qualitat va passar a tenir importància perquè els productes suportaven dures condicions meteorològiques, gran capacitat de càrrega, entre altres característiques.
Tot aquest creixement en tots el nivells va atraure l'interès dels inversors internacionals, i és quan al 1989, havent vist l'enorme desenvolupament del seu projecte, Lino Manfrotto decidís vendre l'empresa a Vitec Group, multinacional que cotitzava a Londres.
A partir de la dècada dels anys 90 fins al 2010, transcorren un seguit d'adquisicions i transformacions que es poden apreciar a continuació: 
| 1992 | Adquireix la companyia francesa Gitzo (líder en el sector de trípodes i ròtules).            |
| 1993 | Adquireix la companyia americana Bogen (distribució material fotogràfic a EUA).              |
| 2004 | Es llança la companyia Bogen Imaging GmbH a Alemanya.                                        |
| 2005 | Adquireix la companyia Kata (líder en bosses per càmeres de vídeo).                          |
| 2005 | Obté la llicència de distribució de les bosses fotogràfiques de National Geographic.         |
| 2006 | S'afegeixen dos grups a Bogen Imaging: al Japó i al Regne Unit.                              |
| 2010 | Bogen Imaging passa a dir-se Manfrotto Distribution amb dos noves seus a Xangai i Hong Kong. |
| 2011 | Adquireix Lastolite (líder en fondos, modificadors de llum, i equip de fotografia i vídeo).  |

Actualment, la tecnologia del sector audiovisual ha canviat radicalment i Manfrotto ha anat oferint nous productes que són evolucions tecnològiques d'anteriors.

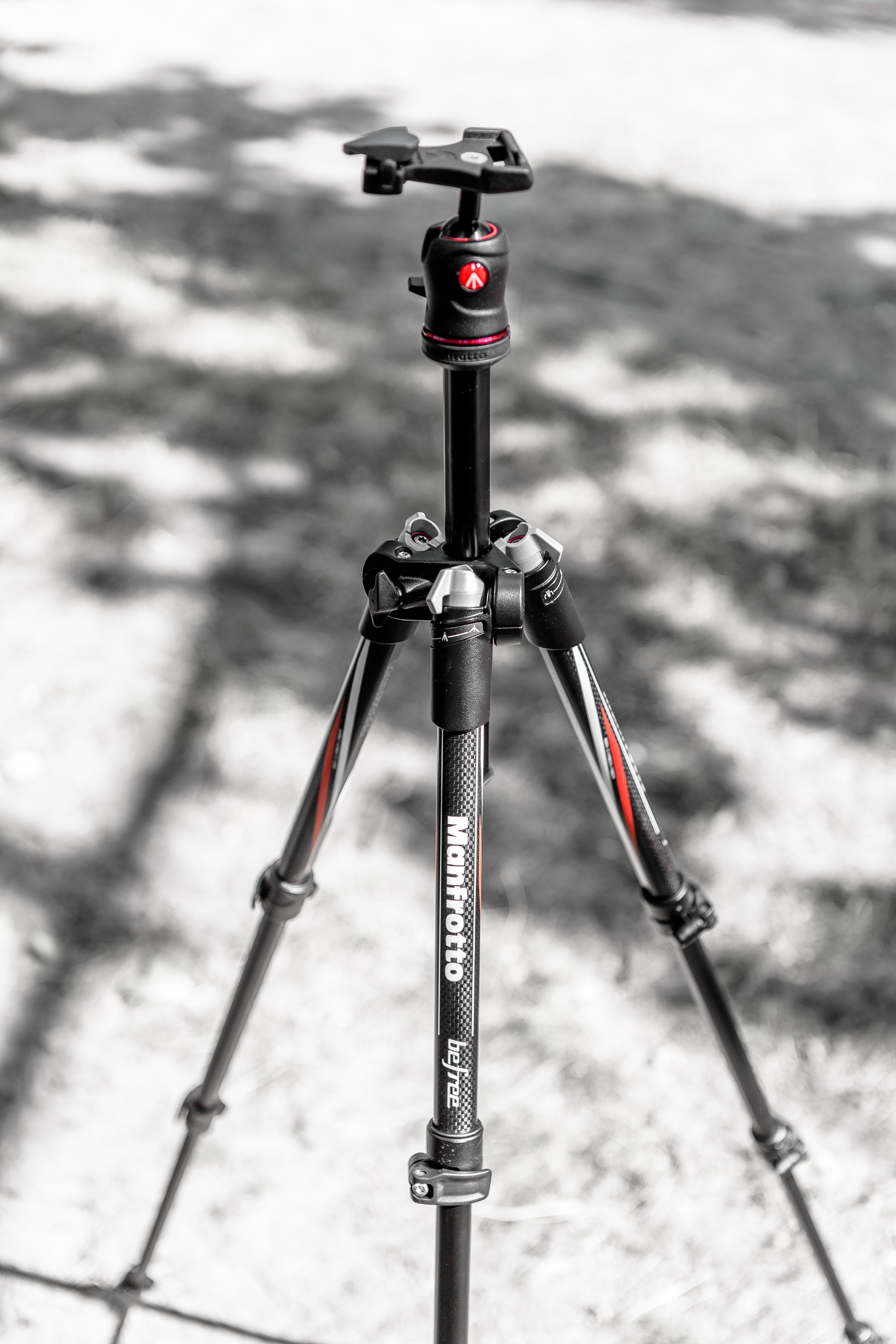
Trípode de fotografia de Manfrotto.

L'any 2010 es va ampliar l'abast dels usuaris de l'empresa als aficionats a la fotografia que, a través de telèfons mòbil o càmeres petites, comparteixen les seves experiencies a les xarxes socials. Així doncs, es va canviar l'eslògan "Proven professional" a un més inspirador com "Imagine More". No obstant això, no va deixar de millorar els seus productes principals sobre fotografia i vídeo professional.
Aquest nou Manfrotto estava al servei d'aquella comunitat de fotògrafs amateurs que no tenien formació tècnica professional. Això provoca que s'innovin nous productes, com: llum LED, accessoris per la fotografia amb iPhone, entre d'altres, que facilitaran la presa d'imatges tan a amateurs (sense un exhaust coneixement tècnic) com a professionals arreu del món.

## Productes
Manfrotto compta amb una ample varietat de productes especialitzats en la fotografia i vídeo professionals. No obstant això, també incorpora accessoris per usuaris no professionals que vulguin fer imatges creatives amb els seus dispositius mòbils. Les opcions que presenta són:
- Trípodes de fotografia
- Trípodes de vídeo
- Bosses
- Il·luminació
- Filtres fotogràfics
- Acessoris per Realitat Virtual
- Accessoris per smartphones, càmeres d'acció i drones[3]

## Anàlisi del lloc web
Respecte a la navegació per la pàgina principal del lloc web de Manfrotto, es poden apreciar els següents ítems.
En primer lloc, a la part superior es troben els logotips de les diferents empreses adquirides que, si es fa clic a sobre, s'accedeix al determinat lloc web. A sota d'aquests, apareixen els diversos apartats del web de Manfrotto, de dreta a esquerra: el respectiu logotip; els molts productes que ofereixen; la manera de buscar cert material, com un tipus de filtratge (estil fotogràfic, càmera, empresa); les diferents col·leccions que fa la companyia de la seva producció; exploració d'aquesta (per innovació, blog, entre altres); ofertes; el cercador; l'inici de la sessió de l'usuari; i el respectiu carro de compra.
En segon lloc, si es va baixant amb el cursor, es poden observar breus resums dels diferents productes que, si s'hi fa clic, s'accedeix a les respectives pàgines on apareixen aquests amb el preu per comprar-los.
Finalment, a la part inferior, hi ha informació sobre la subscripció al lloc web, sobre l'empresa amb el seu contacte, el servei al client i la política empresarial. També es tornen a apreciar els logotips de les diferents marques adquirides per Manfrotto.
Pel que fa a la pàgina de resultats de qualsevol cerca, l'estructura es basa en unes opcions de filtratge al marge esquerre de la pàgina (categoria, col·lecció, material, entre altres depenent de la cerca), i els resultats a la resta d'aquesta els quals van acompanyats pel preu. Es poden ordenar per rellevància i visualitzar en llista o miniatura.
Si es visualitza la fitxa d'un resultat, deixant de banda la imatge del producte en sí, s'aprecia la següent informació: una valoració en cinc estrelles, les principals característiques, el país de producció, el preu, una opció per afegir-lo al carro de compra, una descripció detallada, especificacions tècniques concretes, la garantia, descàrregues de les instruccions i crítiques dels clients.